# دماع
الدُّماع (بالإنجليزية: Epiphora) هو فيضان الدمع على الوجه بدلا من أن ينزح من خلال مساره الطبيعي في القناة الدمعية الأنفية، وله أسباب متعددة من أهمها انسداد القناة الدمعية.